# Parliament
Ne pas confondre avec la marque de cigarettes Parliament.
Parliament est un groupe américain de funk, appelé initialement The Parliaments.

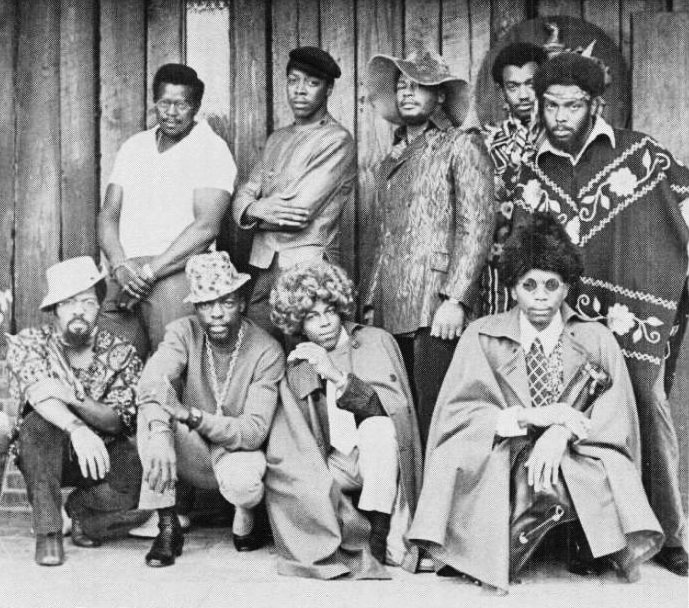
En 1969.

## Histoire
Le groupe naît, sous le nom The Parliaments, dans le salon de coiffure de George Clinton à Plainfield, New Jersey. Ce nom est rapidement abandonné à cause de problèmes légaux avec Revilot et Atlantic Records, leurs maisons de disques. Parallèlement, la plupart des membres de la formation jouent dans le groupe Funkadelic, les deux groupes publiant leurs albums sous leur nom respectif.
Le problème légal concernant le nom « The Parliaments » est résolu en 1970, et Clinton signe Funkadelic avec le label Invictus Records. L'album Osmium sort sous le nom Parliament et le single Breakdown atteint la 30e place au classement R&B en 1971. Le nom Parliament est ensuite abandonné un temps car Funkadelic a beaucoup plus de succès.
Au début des années 1970, Bernie Worrell, Bootsy Collins et Catfish Collins rejoignent Funkadelic, qui sort cinq albums jusqu'en 1974. Funkadelic signe alors chez Casablanca Records en tant que Parliament, sortant Up for the Down Stroke qui atteint la 10e place au classement R&B mais ne dépasse pas la 63e place au classement pop. Ce morceau fut le plus grand tube de P-Funk. En 1975 sort Chocolate City, dont le single homonyme atteint la 24e place.
Les albums qui suivent permettront à Parliament de devenir l'un des groupes les plus respectés des années 1970. Ils sont reconnus comme les pères du funk.

## Discographie

### Albums studio
- 1970 : Osmium (Invictus)
- 1974 : Up for the Down Stroke (Casablanca Records)
- 1975 : Chocolate City (Casablanca Records)
- 1975 : Mothership Connection (Casablanca Records)
- 1976 : The Clones of Dr. Funkenstein (Casablanca Records)
- 1977 : Funkentelechy Vs. the Placebo Syndrome (Casablanca Records)
- 1978 : Motor-Booty Affair (Casablanca Records)
- 1979 : Gloryhallastoopid (Casablanca Records)
- 1980 : Trombipulation (Casablanca Records)
- 2018 : Medicaid Fraud Dogg (C Kunspyruhzy Records Inc.)

### Albums live
- 1977 : Live: P-Funk Earth Tour (Casablanca Records)
- 1996 : Live, 1976-1993 (Sequel)

### Compilations
- 1984 : Parliament's Greatest Hits (Casablanca Records)
- 1991 : The Best Nonstop Mix Compilation (Casablanca Records)
- 1993 : Tear the Roof Off 1974-1980 (Casablanca Records)
- 1994 : Greatest Hits 1972-1993 (AEM Records)
- 1995 : The Best of Parliament: Give Up the Funk (Mercury Funk)
- 1995 : First Thangs (Fantasy Jazz)
- 1996 : Rhenium (HDH)
- 1997 : The Early Years (Deep Beats)
- 1999 : 12" Collection & More (Casablanca Records)
- 2000 : 20th Century Masters – The Millennium Collection: The Best of Parliament (Mercury Nashville)
- 2000 : Get Funked Up: The Ultimate Collection (Spectrum Records)
- 2005 : Gold (Island Records)
- 2007 : The Casablanca Years: 1974–1980 (Casablanca Records)